# Glenn Howard
Glenn William Howard (Midland, 17 de julio de 1962) es un deportista canadiense que compitió en curling. Su hermano Russell compitió en el mismo deporte.
Ganó cuatro medallas de oro en el Campeonato Mundial de Curling entre los años 1987 y 2012.

## Palmarés internacional
| Campeonato Mundial | Campeonato Mundial | Campeonato Mundial | Campeonato Mundial |
| Año                | Lugar              | Medalla            | Prueba             |
| ------------------ | ------------------ | ------------------ | ------------------ |
| 1987               | Vancouver (Canadá) | Medalla de oro     | Equipo             |
| 1993               | Ginebra (Suiza)    | Medalla de oro     | Equipo             |
| 2007               | Edmonton (Canadá)  | Medalla de oro     | Equipo             |
| 2012               | Basilea (Suiza)    | Medalla de oro     | Equipo             |